# Luca Trevisan
Pour les articles homonymes, voir Trevisan.
Luca Trevisan, né le 21 juillet 1971 à Rome et mort le 19 juin 2024 à Milan, est un mathématicien et informaticien italien, professeur d'informatique à l'université de Californie à Berkeley.

## Carrière
Ses champs de recherche sont l'informatique théorique, en particulier la notion de hasard, la cryptographie, les preuves vérifiables de façon probabiliste, l'approximation, les tests de propriété et les algorithmes sous-linéaires, notamment la complexité en moyenne des algorithmes.
Luca Trevisan obtient son doctorat en 1997 à l'université de Rome « La Sapienza » sous la direction de Pierluigi Crescenzi (en), avec une thèse intitulée Reductions and (Non-)Approximability. Après des études postdoctorales au Massachusetts Institute of Technology et au DIMACS (en) (Center for Discrete Mathematics and Theoretical Computer Science) de l'université Rutgers et de l'université de Princeton, il occupe un poste de professeur assistant à l'université Columbia avant de partir pour l'université de Californie à Berkeley puis en 2010, à l'université Stanford. En 2014, il retourne à son poste à Berkeley.

## Prix et distinctions
Luca Trevisan remporte le prix Danny Lewin Best Student Paper Award au Symposium d'Informatique 1997, le Prix Oberwolfach en 2000 et il devient Sloan Fellowship aussi en 2000. Il a été conférencier invité au Congrès international des mathématiciens en 2006 à Madrid avec une conférence intitulée Pseudorandomness and combinatorial constructions.

## Militantisme
Luca Trevisan s'est déclaré ouvertement gay en 2000, et, en 2012, il organise une collection de témoignages d'informaticiens homosexuels à propos de leurs expériences au sein de la communauté de chercheurs.

## Publications
- (en) Andrej Bogdanov et Luca Trevisan, « Average-Case Complexity », Foundations and Trends® in Theoretical Computer Science, vol. 2, no 1,‎ 2006, p. 1-106 (lire en ligne)
- (en) Un billet à propos de coupe maximum.
- (en) Luca Trevisan, The Large Deviation of Fourwise Independent Random Variables
- (en) Omer Reingold, Luca Trevisan et Salil Vadhan, « Pseudorandom walks on regular digraphs and the RL vs. L problem », dans Proc. 38th ACM  Symposium on Theory of Computing Proc. (STOC), 2006 (DOI 10.1145/1132516.1132583), p. 457–466.